# Хорошего дня
«Хорошего дня» (кит. 好极了) — китайская анимационная чёрная комедия, снятая Лю Цзянем. Мировая премьера кинокартины состоялась 17 февраля 2017 года на Берлинском кинофестивале, где она была представлена в основном конкурсе.
Фильм рассказывает о сумке с миллионом юаней, за которой охотятся водитель, босс мафии, переспавший с его женой художник-конъюнктурщик, владелица закусочной, киллеры, байкеры и мелкие бизнесмены.

## В ролях
| Актёр       | Роль          |
| ----------- | ------------- |
| Янг Симинг  | дядя Лю       |
| Цао Као     | Жёлтый глаз   |
| Ма Сяофэн   | Тонкая кожа   |
| Чжу Чанлонг | Сяо Чжан      |
| Цао Кай     | Лао Жао       |
| Чжэн И      | вторая сестра |

## Награды и номинации
| Список наград и номинаций              | Список наград и номинаций | Список наград и номинаций | Список наград и номинаций | Список наград и номинаций | Список наград и номинаций |
| Кинопремия                             | Дата церемонии            | Категория                 | Номинант(ы)               | Результат                 | Прим.                     |
| -------------------------------------- | ------------------------- | ------------------------- | ------------------------- | ------------------------- | ------------------------- |
| Берлинский международный кинофестиваль | 18 февраля 2017           | «Золотой медведь»         | «Хорошего дня»            | Номинация                 | [ 3 ] [ 4 ]               |

## Выпуск
Мировая премьера фильма «Хорошего дня» под международным названием «Have a Nice Day» состоялась 17 февраля 2017 года на Берлинском кинофестивале. Она является второй анимационной кинокартиной, участвовавшей в основном конкурсе Берлинале, а также вторым независимым полнометражным мультфильмом в истории Китая (первый — «Пирсинг 1» — также снял режиссёр «Хорошего дня» Лю Цзянь).